# Joachim Lautenschläger
Joachim Lautenschläger (* 24. Februar 1944 in Zwickau) ist ein deutscher Maler und Grafiker.

## Leben und Werk
Lautenschläger kommt aus einer Zwickauer Arbeiterfamilie. Seine Kindheit und Jugend verbrachte er in Netzschkau. Bis 1962 besuchte er die Erweiterte Oberschule und machte eine Berufsausbildung als Lokschlosser mit Abitur. Dann leistete er freiwillig Dienst in der Nationalen Volksarmee, eine übliche Voraussetzung, um einen Studienplatz zu erhalten. Von 1965 bis 1970 studierte Lautenschläger vor allem Gebrauchsgrafik, u. a. bei Horst Arloth, Fritz Fröhlich, Irmgard Horlbeck-Kappler, Karl Krug, Hans Mayer-Foreyt, Werner Tübke und Heinz Wagner, an der Hochschule für Grafik und Buchkunst Leipzig. Zu seinen Kommilitonen gehörten u. a. Ulrich Hachulla und Volker Stelzmann.
Lautenschläger ging nach dem Studium nach Neubrandenburg. Er war dort bis 1972 Leiter der Abteilung Grafik des Zentrums Bildende Kunst Neubrandenburg. Seine erste dort geschaffene Arbeit war 1970/71 ein Zyklus von Lithografien über eine Melkerbrigade aus Kartlow. Lautenschläger hatte auch später eine Neigung zu lithografischen Zyklen, z. B. Sozialistische Persönlichkeiten auf dem Lande (1971), Ein Liebesgedicht (1973), Lieder der internationalen Arbeiterbewegung (1980), Mecklenburgische Elegie (1985) und Wiepersdorfer Blätter (1986).
Ab 1972 arbeitete Lautenschläger als freischaffender Maler und Grafiker in Neubrandenburg und ab 1982 in Zachow, von wo er dann nach Neustrelitz zog.
Von 1976 bis 1990 war er Lehrbeauftragter für Grafik und Malerei an der Bezirkskulturakademie Neubrandenburg/Puchow und von 1991 bis 1993 Lehrbeauftragter an der Hochschule für Design Heiligendamm. Er unternahm u. a. 1975 und 1986 Reisen in die Sowjetunion, auf denen er Bilder schuf.
Außer als freier Maler und Grafiker betätigt sich Lautenschläger auch als Gebrauchsgrafiker und Illustrator. Er schuf einige Wandgemälde, die nach der deutschen Wiedervereinigung zerstört wurden.
Von 1991 bis 1996 war Lautenschläger Gesellschafter und Artdirektor der Marketing-Agentur NORD DESIGN Waren gbR. Seitdem arbeitet er wieder als freier Künstler, bis 2010 in Zachow und danach wieder in Neustrelitz. In Zachow gehörte er 1991 zu den Initiatoren des Zinnober Kulturkreis Zachow e. V., der im Ort das kulturelle Leben organisiert.
Ab 2015 war er auch Mitarbeiter der kunsttherapeutischen Einrichtung Tageswerk Neustrelitz.
Seit 1982 hat Lautenschläger eine eigene Druckwerkstatt. Er gehört zu den wenigen Künstlern, die zugleich Steindrucker sind, und beherrscht den Druck von sieben und mehr Platten, z. B. druckte er 2005 den opulent bebilderten Pressendruck Zirkus. Hommage à Marc Chagall (mit acht Original-Lithografien, Text: Erhard Kunkel).
Bilder Lautenschlägers wurden in der DDR von Institutionen und volkseigenen Betrieben erworben. Einige dieser Werke befinden sich heute im Kunstarchiv Beeskow.
Lautenschläger hatte im In- und Ausland eine bedeutende Zahl von Einzelausstellungen und Ausstellungsbeteiligungen, u. a. von 1972 bis 1988 an der VII. bis X. Kunstausstellung der DDR in Dresden und 1978 mit Fritz Cremer und Arno Mohr in Neu-Delhi.
Lautenschläger hat dem Archiv Bildende Kunst Mecklenburgische Seenplatte seinen künstlerischen Vorlass angeboten. 2020 hat der Kreistag des Landkreises Mecklenburgische Seenplatte dessen Annahme beschlossen.
Lautenschläger ist mit der Malerin und Grafikerin Heide-Marlis Lautenschläger (* 1941) verheiratet.

## Mitgliedschaften
- 1973 bis 1990 Verband Bildender Künstler der DDR
- seit 1990 Künstlerbund Mecklenburg und Vorpommern e. V.

## Ehrungen (Auswahl)
- 1981: Fritz-Reuter-Kunstpreis des Rates des Bezirks Schwerin[5]

- 1987 Johannes-R.-Becher-Medaille
- 1987 Hans-Grundig-Medaille
- 1994 Ehrenbürgerschaft des Bundesstaates Maryland

## Rezeption
„Schwerpunkt des malerischen Schaffens von Joachim Lautenschläger sind menschenleere Häuserlandschaften, kubistisch gedacht, in Farben von Grau bis Purpurrot. Mitunter lassen die vielfach gestaffelten Dächer, Giebel, Wände, Kirchtürme an Lyonel Feininger denken. Und sind Menschen seine Motive, so sind dies Gaukler, Harlekine. Manche Figur erinnert an Darstellungen Picassos von diesem Metier.“

## Frühe Werke (Auswahl)

### Druckgrafik
- Melkerin Christel Blankenstein (1971, Lithografie aus dem Kartlow-Zyklus, 38 × 28 cm; auf der VII. Kunstausstellung der DDR)[6].
- Frühlingstraum einer gewöhnlichen Stubenfliege (1971, Lithografie, 25 × 22,5 cm)[7].
- Parteisekretär Reinhold Gille (1971, Lithografie; auf der VII. Kunstausstellung der DDR)[8].
- Lernende (1971, Lithografie, 49 × 42,5 cm; aus dem Zyklus Sozialistische Persönlichkeiten auf dem Lande; auf der VII. Kunstausstellung der DDR)[9].
- Zigarettenpause (1975, Lithografie  aus der Folge Erntelandschaft, 57 × 39 cm)[10]
- Der blaue Traum vom einfachen Frieden (1983, Farblithografie, 33 × 43 cm)[11].

### Tafelbilder
- Chile! (1973, Mischtechnik, 77 × 56 cm)[12].

### Buchillustrationen
- Helmut Sakowski: Die letzte Hochzeit. Verlag Neues Leben, Berlin, 1988.
- Wera Koseleck: Schafskälte. Verlag Neues Leben, Berlin, 1989.
- Helmut Sakowski: Stiller Ort – oll mochum. Verlag Neues Leben, Berlin, 1991.
- Erhard Kunkel: Du bist aus meinem Traum geboren. Vierzehn Liebesgedichte. Greifen Druck, 1997; Vorzugsausgabe mit Reproduktionen von vierzehn Radierungen.
- Helmut Sakowski: Guter Ort Oll Mochum. Federchen Verlag, Neubrandenburg, 1999.
- Martin Pohl: Nur ein Erinnern traumumflort. Ausgewählte Ghaselen, Sonette und andere Gedichte. Federchen Verlag, Neubrandenburg, 2002.